# Grand-Prix-Europameisterschaft 1937
In der Grand-Prix-Saison 1937 wurde vom Internationalen Automobilverband AIACR wie in den beiden Vorjahren erneut eine Grand-Prix-Europameisterschaft für Fahrer ausgeschrieben. Wertungsläufe waren mit den Großen Preisen von Belgien, Deutschland, Monaco, der Schweiz und Italien insgesamt fünf Grandes Épreuves, die nach den unverändert fortgeltenden Bestimmungen der Internationalen Grand-Prix-Rennformel (Rennwagen bis maximal 750 kg Leergewicht, 85 cm Mindestbreite, Renndistanz mindestens 500 km) ausgetragen wurden. Der Meisterschaftsmodus blieb gegenüber den Vorjahren ebenfalls gleich.
Erfolgreichster Fahrer der Saison war Rudolf Caracciola auf einem Mercedes-Benz W 125, der drei der fünf Grandes Épreuves gewann und sich damit überlegen den Europameistertitel sicherte.

## Teams und Wagen

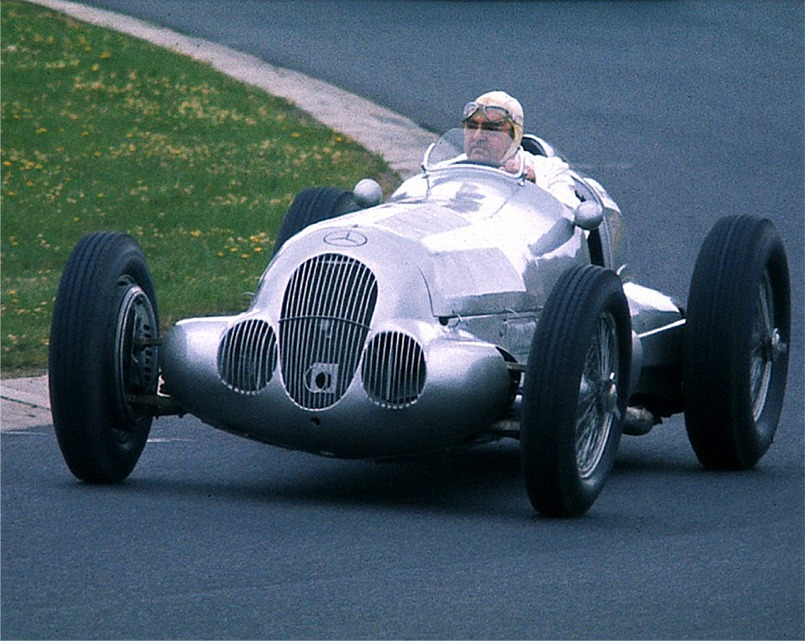
Hermann Lang 1977 im 40 Jahre alten Mercedes-Benz W 125 auf dem Nürburgring

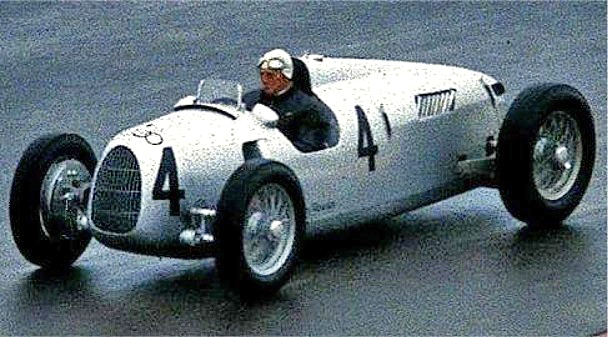
Auto Union Typ C

Schon im Dezember 1935 hatte der internationale Automobilverband AIACR angesichts der dramatischen Leistungsexplosion der deutschen Silberpfeile seine Mitgliedsverbände zu einem Treffen einberufen. Eine Einigung über ein neues Reglement konnte dabei jedoch nicht erzielt werden, sodass die aktuelle 750-kg-Rennformel um ein weiteres Jahr bis Ende 1937 verlängert wurde.
Prompt nutzten die deutschen Teams die Gelegenheit, um noch einmal nachzulegen. Insbesondere Mercedes-Benz kehrte nach dem Einbruch von 1936 und dem Rückzug noch vor Saisonende nun umso stärker auf die Grand-Prix-Bühne zurück. Der von der neu eingerichteten Rennabteilung unter Chefingenieur Rudolf Uhlenhaut entwickelte Mercedes-Benz W 125 übertraf mit seinem 5,7-Liter-Reihenachtzylinder von bis zu 600 PS deutlich die Leistungswerte der 6-Liter-V16-Motoren der Auto Union AG von 1936 und blieb damit auf Jahrzehnte hinaus – bis zum Beginn der Turbo-Ära in der Formel 1 zu Beginn der 1980er Jahre – der stärkste jemals gebaute Grand-Prix-Rennwagen. Dabei lag das Aggregat lediglich 20 kg über dem Gewicht der Ursprungskonstruktion im W 25 von 1934 mit 3,4 Liter Hubraum und wenig mehr als 300 PS.
Wie die Erfahrungen aus dem Jahr 1936 gelehrt hatten, war Motorleistung allein jedoch keine Erfolgsgarantie und so waren beim W 125 auch im Fahrwerksbereich gegenüber dem Vorgängermodell einige entscheidende Verbesserungen umgesetzt worden. Vor allem wurde der Radstand  verlängert, ein neuartiger Ovalrohrrahmen verwendet und dazu die De-Dion-Hinterachse grundlegend umkonstruiert. Neben weiteren Änderungen an Radaufhängung, Bremsen und Getriebe wurde außerdem der Tankinhalt so weit vergrößert, dass eine Grand-Prix-Distanz ohne Tankstopp durchfahren werden konnte, was einen weiteren entscheidenden Vorteil gegenüber der Konkurrenz darstellte.
Bei der Teambesetzung setzte Mercedes-Rennleiter Alfred Neubauer weiter auf Ex-Europameister Rudolf Caracciola, mit sieben Siegen – den geteilten Erfolg zusammen mit Luigi Fagioli beim Großen Preis von Italien 1934 eingerechnet – mittlerweile der Fahrer mit den meisten Grand-Prix-Erfolgen, und  Manfred von Brauchitsch. Nicht verlängert wurde dagegen der Vertrag mit Luigi Fagioli, mit dem es drei Jahre lang heftige Konflikte um die Rangfolge im Team gegeben hatte, und der nun zur Auto Union wechselte. An seiner Stelle rückte der bisherige „Juniorfahrer“ Hermann Lang in die Stammbesetzung auf, der sein Potential während der letzten zwei Jahre beständig entwickelt hatte und dabei im Gegensatz zu von Brauchitsch eine besonnene, vor allem auch materialschonende Fahrweise gezeigt hatte. Seine beiden Siege zu Beginn der Saison 1937 in Tripolis und auf der AVUS sorgten jedoch zunehmend für neue Spannungen im Team, weil seine beiden arrivierten Teamkollegen ihren Status durch den „Emporkömmling“ bedroht sahen, der als einfacher Rennmechaniker begonnen hatte. Im weiteren Verlauf der Saison musste Lang wegen einer Infektion außerdem längere Zeit pausieren, was am Ende eine gute Position in der Europameisterschaft verhinderte. Neue Nachwuchsfahrer, sogenannte „Junioren“, wurden in diesem Jahr der Schweizer Christian Kautz und der Brite Richard Seaman, der in der Voiturette-Klasse bereits einige bedeutende Erfolge erzielt hatte.
Bei der finanziell schwächeren Auto Union hatte man sich über den Winter dagegen etwas auf den Lorbeeren der vergangenen Saison ausgeruht und dem Auto Union Typ C lediglich geringfügige Modellpflege angedeihen lassen. Mit 6 Liter Hubraum und etwa 550 PS Leistung war der V16-Zylinder aber nicht allzu weit von der Stuttgarter Konkurrenz entfernt. Unbestrittener Nummer-1-Fahrer des Teams war als amtierender Europameister jetzt Bernd Rosemeyer, der dank seiner Erfolge, wie auch wegen seiner jugendlich-unbekümmerten Ausstrahlung extreme Popularität genoss und außerdem von der Propagandamaschinerie des nationalsozialistischen Regimes entsprechend instrumentalisiert wurde. Daneben blieb Hans Stuck weiterhin Stammfahrer; aber Achille Varzi, der durch Drogenkonsum und andere Eskapaden beim Team endgültig in Ungnade gefallen war, wurde durch den von Mercedes herübergewechselten Fagioli ersetzt. Allerdings war Fagioli keine allzu große Verstärkung für das Team, weil er zunehmend von Rheumatismus geplagt wurde und dadurch häufig zu Rennen gar nicht antreten konnte. Als „Junioren“ blieben schließlich Ernst von Delius und Rudolf Hasse dem Team weiterhin erhalten.
Hauptgegner der deutschen Teams war weiterhin die Scuderia Ferrari, die für Alfa Romeo seit 1933 die Renneinsätze organisierte und nach der mehrheitlichen Übernahme der Firmenanteile zum echten Tochterunternehmen des italienischen Automobilkonzerns geworden war. Enzo Ferrari war nun als Rennleiter Angestellter unter Direktor Ugo Gobbato. Tazio Nuvolari blieb weiterhin unangefochtener Kapitän der Mannschaft mit dem aufstrebenden Giuseppe Farina und Antonio Brivio als weitere Stammfahrer. Nur René Dreyfus hatte das Team verlassen, um Voiturette-Rennen für Maserati zu bestreiten.
Der Alfa Romeo 12C-36 mit 4,1-Liter-V12-Motor war schon in der Vorsaison den deutschen Wagen kaum gewachsen und über den Winter nicht wesentlich verbessert worden. Ein neues Modell mit 4,5 Liter Hubraum ließ bis weit in die Saison hinein auf sich warten und erwies sich bei den ersten Einsätzen in Pescara und beim Großen Preis von Italien als Fehlschlag, sodass das Team im Laufe der Saison keine entscheidende Rolle spielten konnte.
Auch Maserati und Bugatti hatten angesichts ihrer beschränkten Firmenressourcen der Entwicklungsspirale nicht mehr folgen können und sich – zumindest werksseitig – ganz vom Grand-Prix-Sport zurückgezogen, um sich stattdessen in anderen Motorsportnischen neue, mehr Erfolg versprechende Betätigungsfelder zu suchen. In Frankreich wurden beispielsweise in diesem Jahr fast alle bedeutenden Veranstaltungen als Sportwagenrennen ausgeschrieben, so auch erneut der Französische Grand Prix selbst, und Bugatti war mit Jean-Pierre Wimille und Altmeister Robert Benoist unter anderem beim klassischen 24-Stunden-Rennen von Le Mans erfolgreich. Maserati verlegte sich dagegen beinahe völlig auf die Voiturette-Klasse (Rennwagen bis 1,5 Liter Hubraum), wohin die meisten der bisher im Grand-Prix-Sport aktiven Privatfahrer-Kunden gewechselt waren. Allerdings gab es dort mit dem britischen ERA-Team einen nicht zu unterschätzenden Gegner, was aber für viel Spannung und Zuschauerinteresse sorgte. Als Folge nahmen im gleichen Umfang, in dem immer weniger „vollwertige“ Grand-Prix-Rennen mit Wagen nach der Internationalen Rennformel stattfanden, die Anzahl der Voiturette-Rennen rapide zu. Bisweilen waren es Rahmenrennen im Programm der offiziellen Grands Prix, immer häufiger gab es aber auch völlig alleinstehende Veranstaltungen, die an die Stelle bisheriger Klassiker wie die Targa Florio traten.

## Saisonbericht
Anders als in den vorausgegangenen Jahren begann die Rennsaison 1937 nicht mit dem klassischen Grand-Prix-Auftakt in Monaco, denn das Rennen war in den August verlegt worden. Als Folge davon drängten sich die Grandes Épreuves in diesem Jahr auf einen relativ engen Zeitraum von zwei Monaten zwischen Juli und September zusammen, was jedoch nicht bedeutete, dass es in der ersten Saisonhälfte keine nennenswerten Rennaktivitäten gegeben hätte. Im Gegenteil, Veranstaltungen wie der Grand Prix von Tripolis, das Rennen auf der Berliner AVUS oder das Eifelrennen auf dem Nürburgring hatten sich bereits zu echten Klassikern entwickelt und standen den offiziellen Großen Preisen an Bedeutung und öffentlicher Aufmerksamkeit kaum nach.
Gleich beim ersten dieser Rennen auf dem damals schnellsten Straßenkurs der Welt im nordafrikanischen Tripolis hatte die Mercedes-Mannschaft die Gelegenheit, die Qualitäten des neuen W 125 unter Beweis zu stellen. Der bislang noch nicht allzu auffällig in Erscheinung getretene, eben erst vom Junior- zum Stammfahrer beförderte Hermann Lang absolvierte die Distanz auf der reifenfressenden Strecke in fehlerfreier und abgeklärter Fahrt mit nur zwei planmäßigen Boxenstopps, während die Auto-Union-Rennwagen zum Teil ein Vielfaches davon benötigten.
Ein Höhepunkt dieser an Besonderheiten nicht armen Saison war im Anschluss das Avusrennen. Da es kein Grande Épreuve mit Meisterschaftsstatus war, konnte der Veranstalter hier ein formelfreies Rennen ausrichten, bei dem die Rennwagen unter anderem nicht das ansonsten in der Internationalen Rennformel vorgegebene Gewichtslimit von 750 kg einhalten mussten. Die spektakuläre neue Steilkurve, zwei lange Geraden und nur eine wirklich anzubremsende Kurve ließen den Einsatz von speziellen Stromlinienkarosserien, wie sie sonst bei Rekordfahrten verwendet wurden, vielversprechend erscheinen. Ein solches Fahrzeug stand auch Lang zur Verfügung, der damit Geschwindigkeiten bis knapp unter die 400-km/h-Grenze erreichte und mit einer Durchschnittsgeschwindigkeit von über 260 km/h am Ende als Sieger des bis dahin schnellsten Rennens gefeiert wurde.
Die Revanche der Auto Union für die beiden Auftaktniederlagen erfolgte umgehend beim Eifelrennen auf dem fahrerisch anspruchsvollen Nürburgring, wo Rosemeyer sein Können  voll ausspielte und in einem intensiven Kampf mit Mercedes-Fahrer Caracciola am Ende die Oberhand behielt. Bevor mit dem Großen Preis von Belgien die eigentliche Grand-Prix-Saison begann, ging es erst noch einmal in die Vereinigten Staaten, wo bereits im Vorjahr auf dem Roosevelt Raceway in Westbury, New York die alte Tradition des Vanderbilt Cups als Wettbewerb zwischen der alten und der neuen Welt wieder ins Leben gerufen worden war. Wieder lautete der Sieger Rosemeyer und so schienen die Karten zwischen den beiden deutschen Teams einigermaßen gleichmäßig verteilt, während Alfa Romeo bis dahin keine Rolle gespielt hatte.
Wegen des geringen Abstands von nur einer Woche zum hochdotierten New Yorker Rennen hatten die Spitzenteams ihre Kräfte geteilt und traten zum belgischen Grand Prix nur mit ihren Zweitmannschaften an. Bei nur acht Teilnehmern setzte sich Auto-Union-Nachwuchsfahrer Rudolf Hasse im Dreikampf mit seinem Teamkollegen Hans Stuck und Mercedes-Fahrer Hermann Lang dank eines Stopps weniger am Ende durch und erzielte den einzigen Grand-Prix-Sieg seiner Karriere.
Zum Großen Preis von Deutschland waren wieder alle Stars mit von der Partie, sodass das Rennen den eigentlichen Auftakt zur diesjährigen Grand-Prix-Saison darstellte. Dieses Mal behielt bei Mercedes Caracciola die Oberhand gegenüber Langs Einstoppstrategie, während die Auto-Union-Wagen der Reihe nach technischen Defekten zum Opfer fielen. Nach einer Kollision mit Mercedes-Junior Seaman starb Auto-Union-Nachwuchsfahrer Ernst von Delius wenige Tage später an seinen Verletzungen. Trotz der noch einmal immens gestiegenen Motorleistungen war er in diesem Jahr der einzige Pilot, der bei einem Grand-Prix-Rennen ums Leben kam.
Der Große Preis von Monaco war 1937 auf einen Termin Anfang August verschoben worden. Erneut gerieten die Auto Union in Schwierigkeiten, sodass sich das Rennen zum Duell zwischen den Mercedes-Piloten Caracciola und Manfred von Brauchitsch entwickelte, das am Ende durch die Reifen entschieden wurde. Caracciola musste einen Extra-Stopp einlegen, sodass von Brauchitsch, ausnahmsweise einmal im Glück, seinen ersten Erfolg bei einem offiziellen Internationalen Grand Prix feiern konnte. Weil er als einziger der Spitzenpiloten in allen drei Grands Prix bis dahin angetreten und gewertet worden war, übernahm er gleichzeitig auch die Führung in der Europameisterschaftswertung.
Im traditionsreichen Rennen um die Coppa Acerbo lag mit Rosemeyer zur Abwechslung wieder einer der Auto-Union-Fahrer vorn, aber da er in den Meisterschaftsläufen kaum gepunktet hatte, kam er trotz seiner bereits drei Saisonsiege für den Titel nicht mehr in Frage. In Pescara erschien außerdem Alfa Romeo mit dem erwarteten neuen Alfa Romeo 12C-37, jetzt ebenfalls mit Rohrrahmen und mit deutlich strömungsgünstigerer, niedrigerer Karosserie. Trotz großartiger Presseankündigungen fiel aber das Auto von Farina noch vor dem Start einem technischen Defekt zum Opfer und auch Nuvolari war nach wenigen Runden aus dem Rennen.
Nach diesem Rückschlag verzichtete Alfa Romeo auf die Teilnahme am Großen Preis der Schweiz, sodass Nuvolari überraschend für die Auto Union antrat. Er hatte aber große Schwierigkeiten, mit dem ungewohnten Fahrverhalten der Heckmotorrennwagen in so kurzer Zeit zurechtzukommen. Weil auch die anderen Auto-Union-Fahrer nicht ihre Höchstform erreichten, endete das Rennen mit Caracciola vor Lang und von Brauchitsch mit einem Dreifachsieg für Mercedes.
Der letzte Wertungslauf zur Europameisterschaft 1937, der Große Preis von Italien, war ausnahmsweise auf die Montenero-Strecke bei Livorno verlegt worden, weil die Chancen für Alfa Romeo auf dem kurvenreichen Straßenkurs besser schienen als auf der künstlichen Bahn von Monza. Doch auch bei seinem zweiten Einsatz versagte der neue Alfa Romeo 12C-37 völlig, was die umgehende Trennung von Chefkonstrukteur Vittorio Jano zur Folge hatte. In der Meisterschaftswertung war das Titelrennen nach Caracciolas Sieg in Bern zwischen ihm und von Brauchitsch wieder offen, wobei Letzterer es sich hätte leisten können, einen Platz hinter seinem Stallkonkurrenten ins Ziel zu kommen, um den Titel trotzdem zu gewinnen. Aber während Caracciola trotz andauernder Attacken von Lang einen lupenreinen Start-und-Ziel-Sieg herausfuhr, war Brauchitsch wieder einmal von seinem sprichwörtlichen Pech verfolgt und musste das Rennen mit technischem Defekt vorzeitig beenden. Trotz einer kurzfristigen Rückkehr von Achille Varzi ins Team – der Rennleiter Karl Otto Feuereissen versicherte, mittlerweile den Drogen abgeschworen zu haben – spielte die Auto Union erneut eine Statistenrolle und musste sich mit dem dritten Platz von Rosemeyer zufriedengeben.
Zum Saisonausklang gab es noch einmal zwei international bedeutende Rennen ohne Grande-Épreuve-Status, das Masarykrennen im tschechoslowakischen Brünn, das zu einem weiteren Erfolg für Mercedes und Caracciola wurde, und den Großen Preis von Donington, den ersten Auftritt der deutschen Silberpfeile auf der britischen Insel, mit einem Sieg von Rosemeyer für die Auto Union.
In einer spannenden, von Höhepunkten geprägten letzten Saison der auslaufenden 750-kg-Grand-Prix-Formel hatten sich am Ende Mercedes und Rudolf Caracciola durchgesetzt, der Vorsprung auf die Auto Union – in deren Mannschaft sich alles nur noch auf Rosemeyer konzentrierte – war jedoch deutlich knapper, als es aufgrund der reinen Zahlen und Ergebnislisten den Anschein hat.

## Rennkalender

### Grandes Épreuveszur Europameisterschaft
|   | Datum  | Rennen                       | Strecke                      | Sieger                                  | Statistik |
| - | ------ | ---------------------------- | ---------------------------- | --------------------------------------- | --------- |
| 1 | 11.07. | Großer Preis von Belgien     | Circuit de Spa-Francorchamps | Rudolf Hasse (Auto Union)               | Statistik |
| 2 | 25.07. | Großer Preis von Deutschland | Nürburgring                  | Rudolf Caracciola (Mercedes-Benz)       | Statistik |
| 3 | 08.08. | Großer Preis von Monaco      | Circuit de Monaco            | Manfred von Brauchitsch (Mercedes-Benz) | Statistik |
| 4 | 22.08. | Großer Preis der Schweiz     | Bremgarten-Rundstrecke       | Rudolf Caracciola (Mercedes-Benz)       | Statistik |
| 5 | 12.09. | Großer Preis von Italien     | Circuito di Montenero        | Rudolf Caracciola (Mercedes-Benz)       | Statistik |

### Weitere Rennen

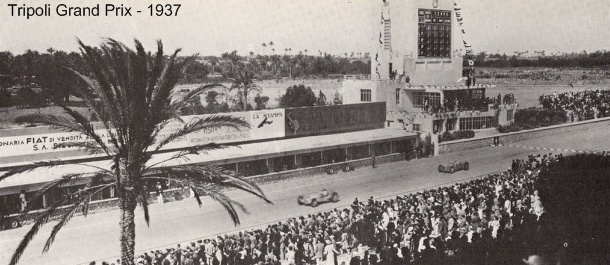
Gran Premio di Tripoli 1937

| Datum  | Rennen                          | Strecke                 | Sieger                             |
| ------ | ------------------------------- | ----------------------- | ---------------------------------- |
| 18.04. | Gran Premio del Valentino       | Parco del Valentino     | Antonio Brivio (Alfa Romeo)        |
| 25.04. | Gran Premio di Napoli           | Circuito di Napoli      | Giuseppe Farina (Alfa Romeo)       |
| 01.05. | Campbell Trophy                 | Brooklands              | Prinz Bira (Delage)                |
| 09.05. | Gran Premio di Tripoli          | Autodromo della Mellaha | Hermann Lang (Mercedes-Benz)       |
| 09.05. | Großer Preis von Finnland       | Eläintarha              | Hans Ruesch (Alfa Romeo)           |
| 16.05. | Grand Prix des Frontières       | Circuit de Chimay       | Hans Ruesch (Alfa Romeo)           |
| 30.05. | AVUS-Rennen                     | AVUS                    | Hermann Lang (Mercedes-Benz)       |
| 30.05. | Circuito della Superba          | Circuito della Superba  | Carlo Felice Trossi (Alfa Romeo)   |
| 06.06. | Großer Preis von Rio de Janeiro | Circuito da Gávea       | Carlo Maria Pintacuda (Alfa Romeo) |
| 13.06. | Eifelrennen                     | Nürburgring             | Bernd Rosemeyer (Auto Union)       |
| 20.06. | Circuito di Milano              | Parco Sempione          | Tazio Nuvolari (Alfa Romeo)        |
| 05.07. | Vanderbilt Cup                  | Roosevelt Raceway       | Bernd Rosemeyer (Auto Union)       |
| 25.07. | Circuito de Vila Real           | Vila Real               | Vasco do Sameiro (Alfa Romeo)      |
| 15.08. | Coppa Acerbo                    | Circuito di Pescara     | Bernd Rosemeyer (Auto Union)       |
| 15.08. | Circuito do Estoril             | Estoril                 | Manoel de Oliveira (Ford)          |
| 28.08. | Junior Car Club 200 mile race   | Donington Park          | Arthur Dobson (ERA)                |
| 26.09. | Masarayk-Grand-Prix             | Masaryk-Ring            | Rudolf Caracciola (Mercedes-Benz)  |
| 02.10. | Großer Preis von Donington      | Donington Park          | Bernd Rosemeyer (Auto Union)       |
| 16.10. | Mountain Championship           | Brooklands              | Hans Ruesch (Alfa Romeo)           |
| 31.10. | Kalastajatorpanajo              | Helsinki                | Karl Ebb (Mercedes-Benz)           |

## Rennergebnisse

### Grandes Épreuveszur Europameisterschaft

#### Großer Preis von Belgien
| Platz | Fahrer       | Team          | Zeit         |
| ----- | ------------ | ------------- | ------------ |
| 1     | Rudolf Hasse | Auto Union    | 3:01.22 h    |
| 2     | Hans Stuck   | Auto Union    | + 42,0 s     |
| 3     | Hermann Lang | Mercedes-Benz | + 2.45,0 min |

Da die Rennwagen nicht rechtzeitig vom Vanderbilt Cup zurückgekehrt waren, nahmen am Großen Preis von Belgien in Spa-Francorchamps am 11. Juli 1937 nur acht Fahrzeuge teil. Am Ende konnte Rudolf Hasse seinen einzigen Sieg bei einem Grand Prix erreichen.

#### Großer Preis von Deutschland
| Platz | Fahrer                  | Team          | Zeit         |
| ----- | ----------------------- | ------------- | ------------ |
| 1     | Rudolf Caracciola       | Mercedes-Benz | 3:46.00,1 h  |
| 2     | Manfred von Brauchitsch | Mercedes-Benz | + 46,2 s     |
| 3     | Bernd Rosemeyer         | Auto Union    | + 1.01,3 min |

Der Große Preis von Deutschland auf dem Nürburgring am 25. Juli 1937 geriet zur Katastrophe für Auto Union. Rosemeyer dominierte zwar das Training, fiel aber im Rennen nach einem Reifenschaden weit zurück. Tragischer war der Unfall des Nachwuchspiloten Ernst von Delius, der am nächsten Tag seinen Verletzungen erlag. Caracciola und von Brauchitsch erzielten einen Mercedes-Doppelsieg.

#### Großer Preis von Monaco
| Platz | Fahrer                  | Team          | Zeit         |
| ----- | ----------------------- | ------------- | ------------ |
| 1     | Manfred von Brauchitsch | Mercedes-Benz | 3:07.23,9 h  |
| 2     | Rudolf Caracciola       | Mercedes-Benz | + 1.24,3 min |
| 3     | Christian Kautz         | Mercedes-Benz | + 2 Runden   |

Beim Großen Preis von Monaco am 8. August 1937 feierte Mercedes einen Dreifacherfolg. Sieger wurde der „Pechvogel“ von Brauchitsch, weil er die Teamorder ignorierte und Caracciola trotz heftiger Gesten von Alfred Neubauer nicht überholen ließ. Beachtenswert war der dritte Platz des Schweizer Mercedes-Nachwuchsfahrers Christian Kautz.

#### Großer Preis der Schweiz
| Platz | Fahrer                  | Team          | Zeit        |
| ----- | ----------------------- | ------------- | ----------- |
| 1     | Rudolf Caracciola       | Mercedes-Benz | 2:17.39,3 h |
| 2     | Hermann Lang            | Mercedes-Benz | + 49,4 s    |
| 3     | Manfred von Brauchitsch | Mercedes-Benz | + 1.06,4 s  |

Der Große Preis der Schweiz wurde am 22. August 1937 in Bremgarten ausgetragen. Auf regennasser Strecke wurde „Regenmeister“ Caracciola wieder einmal seinem Ruf gerecht und gewann ungefährdet. Tazio Nuvolari, der überraschenderweise von Auto Union verpflichtet worden war, kam mit dem ungewohnten Mittelmotor-Wagen noch nicht zurecht und musste Rosemeyer, der schon in der zweiten Runde ausgeschieden war, zur Hälfte des Rennens sein Fahrzeug überlassen.

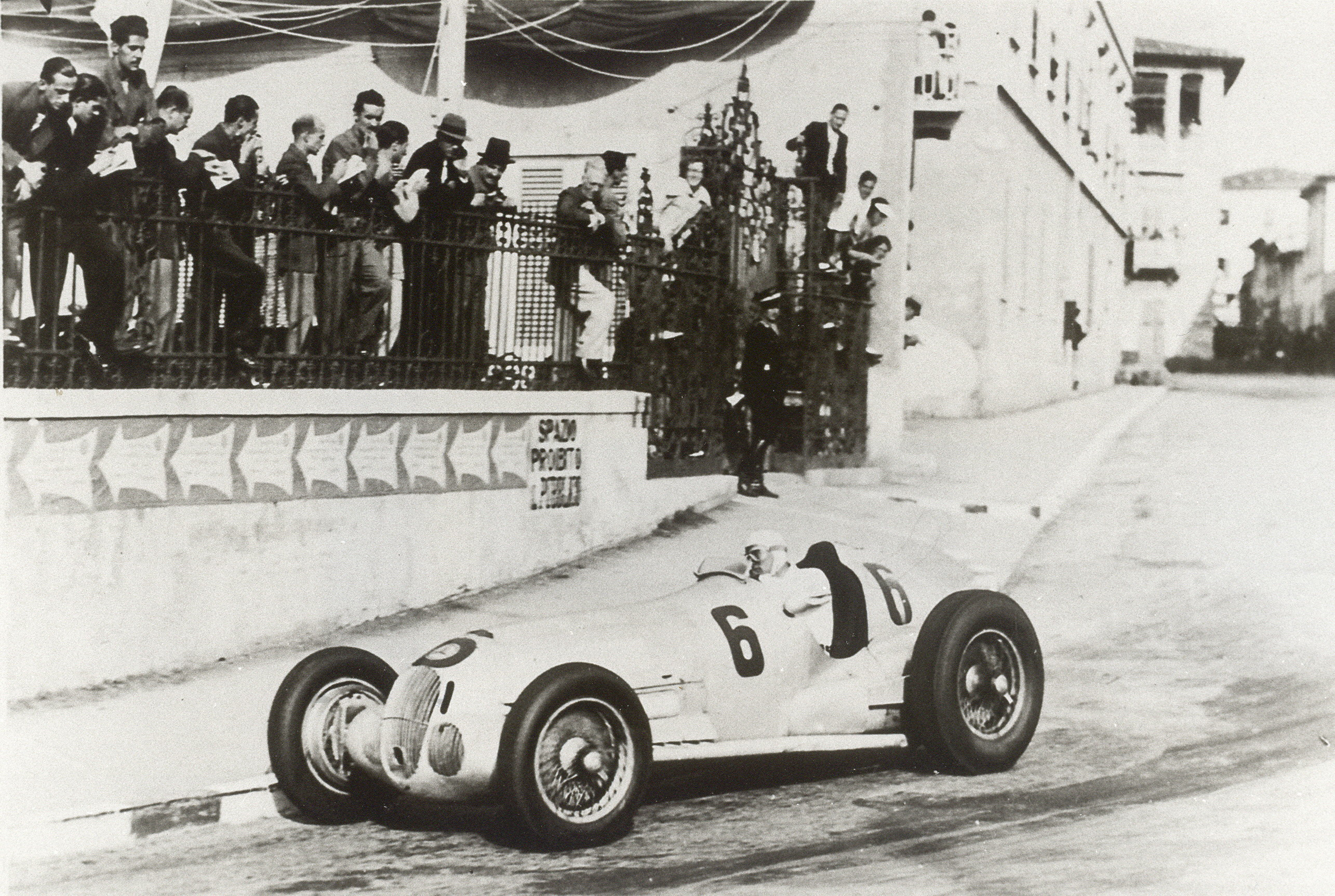
Hermann Lang beim Großen Preis von Italien 1937

#### Großer Preis von Italien
| Platz | Fahrer            | Team          | Zeit         |
| ----- | ----------------- | ------------- | ------------ |
| 1     | Rudolf Caracciola | Mercedes-Benz | 2:44.54,4 h  |
| 2     | Hermann Lang      | Mercedes-Benz | + 0,4 s      |
| 3     | Bernd Rosemeyer   | Auto Union    | + 2.25,4 min |

Der Große Preis von Italien wurde das einzige Mal auf dem 7 Kilometer langen Circuito di Montenero bei Livorno ausgetragen und fand am 12. September 1937 statt. Die italienischen Veranstalter hatten gehofft, dass Alfa Romeo auf dieser Strecke den übermächtigen deutschen Teams ebenbürtig sein könnte, was aber nicht der Fall war. Das ganze Rennen über lieferten sich die Mercedes-Piloten Caracciola und Lang einen spannenden Zweikampf, den am Ende Caracciola mit weniger als 0,5 Sekunden Vorsprung gewann.

### Weitere Rennen

#### Gran Premio di Tripoli
| Platz | Fahrer           | Team          | Zeit          |
| ----- | ---------------- | ------------- | ------------- |
| 1     | Hermann Lang     | Mercedes-Benz | 2:27.57,67 h  |
| 2     | Bernd Rosemeyer  | Auto Union    | + 9,65 s      |
| 3     | Ernst von Delius | Auto Union    | + 1.14,18 min |

Der Gran Premio di Tripoli auf der Hochgeschwindigkeitsstrecke von Mellaha bei Tripolis in der libyschen Wüste am 9. Mai 1937 war geprägt vom Zweikampf der beiden deutschen Teams, die im Endergebnis die ersten acht Plätze belegten. Am Ende konnte Mercedes-Pilot Hermann Lang einen knappen Vorsprung von rund 10 Sekunden vor Auto-Union Pilot Bernd Rosemeyer, der nach einem verpatzten Boxenstopp eine fulminante Aufholjagd begann, ins Ziel retten.

#### AVUS-Rennen
| Platz | Fahrer           | Team          | Zeit        |
| ----- | ---------------- | ------------- | ----------- |
| 1     | Hermann Lang     | Mercedes-Benz | 35.30,2 min |
| 2     | Ernst von Delius | Auto Union    | + 2,0 s     |
| 3     | Rudolf Hasse     | Auto Union    | + 36,0 s    |

Die AVUS in Berlin war mit einer neuen, bis zu 44° überhöhten Steilkurve ausgestattet worden und war Schauplatz dieses Rennens am 30. Mai 1937. Die Wagen waren mit stärkeren Motoren und teilweise mit einer eigenen, stromlinienförmigen Karosserie versehen und erreichten im Training einen Schnitt von bis zu 284 km/h. Rund 300- bis 400.000 Zuschauer sahen das Rennen, das in drei Durchgängen ausgetragen wurde und bei dem erneut Mercedes-Pilot Hermann Lang gewann.

#### Eifelrennen
| Platz | Fahrer                  | Team          | Zeit         |
| ----- | ----------------------- | ------------- | ------------ |
| 1     | Bernd Rosemeyer         | Auto Union    | 1:42.11,2 h  |
| 2     | Rudolf Caracciola       | Mercedes-Benz | + 50,6 s     |
| 3     | Manfred von Brauchitsch | Mercedes-Benz | + 1.45,6 min |

Das Eifelrennen auf dem Nürburgring am 13. Juni 1937 wurde von den Teams als Vorbereitung für den später im Jahr stattfindenden Großen Preis von Deutschland gesehen. Bernd Rosemeyer gewann zum dritten Mal hintereinander auf dem Nürburgring vor Caracciola, der von Problemen mit der Benzinpumpe geplagt war.

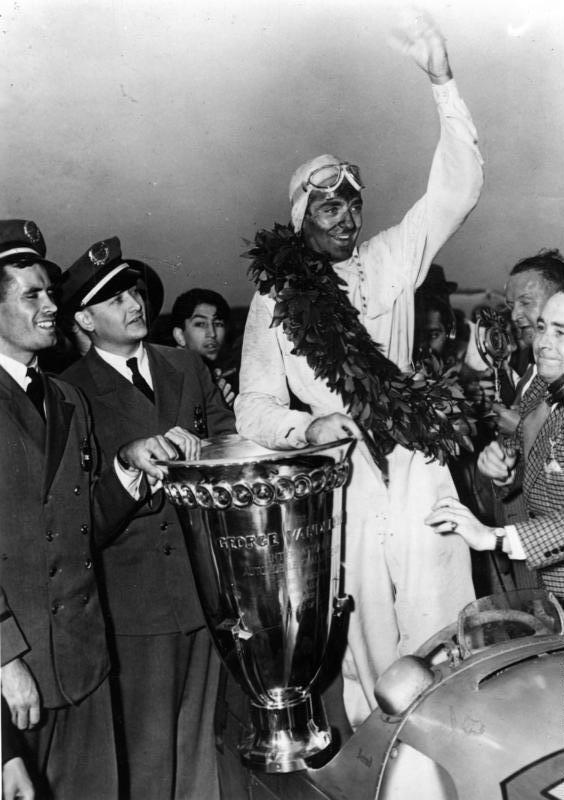
Bernd Rosemeyer nach seinem Sieg beim Vanderbilt Cup

#### Vanderbilt Cup
| Platz | Fahrer          | Team          | Zeit         |
| ----- | --------------- | ------------- | ------------ |
| 1     | Bernd Rosemeyer | Auto Union    | 3:38.00,75 h |
| 2     | Richard Seaman  | Mercedes-Benz | + 51,03 s    |
| 3     | Rex Mays        | Alfa Romeo    | + 6.35,07 s  |

Die wichtigsten europäischen Teams nahmen die lange Schiffsreise auf sich, um sich beim Vanderbilt Cup auf dem Roosevelt Raceway in Long Island (USA) mit den US-Rennställen zu messen. Das wegen Regen um zwei Tage verschobene Rennen fand am 5. Juli 1937 statt und sah Auto-Union Piloten Bernd Rosemeyer als Sieger.

#### Coppa Acerbo
| Platz | Fahrer                  | Team          | Zeit          |
| ----- | ----------------------- | ------------- | ------------- |
| 1     | Bernd Rosemeyer         | Auto Union    | 2:55.39,05 h  |
| 2     | Manfred von Brauchitsch | Mercedes-Benz | + 1.41,85 min |
| 3     | Hermann Paul Müller     | Auto Union    | + 6.10,81 min |

Die Coppa Acerbo fand am 15. August auf dem Circuito di Pescara im italienischen Pescara statt. Alfa Romeo versuchte, mit dem neuen Alfa Romeo 12C-37, Boden gegenüber den deutschen Teams gutzumachen, was aber kaum gelang. Obwohl er einen Reifen bei einem Kilometerstein ruiniert hatte und mit drei Rädern zur Box zurück musste, gewann Bernd Rosemeyer das Rennen überlegen.

#### Masaryk-Grand-Prix

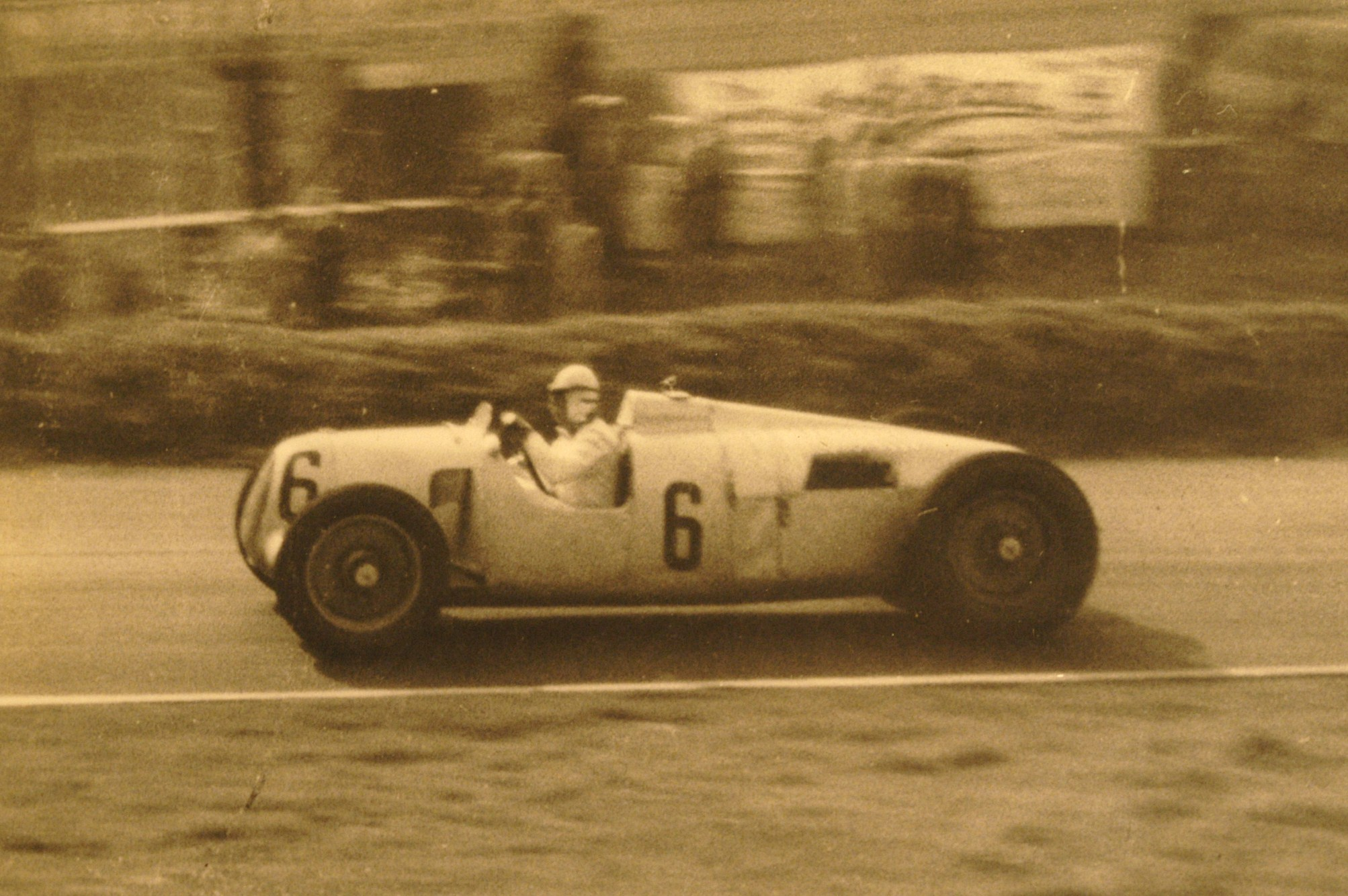
Rudolf Hasse beim Großen Preis von Donington 1937

| Platz | Fahrer                                | Team          | Zeit        |
| ----- | ------------------------------------- | ------------- | ----------- |
| 1     | Rudolf Caracciola                     | Mercedes-Benz | 3:09.25,3 h |
| 2     | Manfred von Brauchitsch               | Mercedes-Benz | + 36,4 s    |
| 3     | Hermann Paul Müller / Bernd Rosemeyer | Auto Union    | + 41,1 s    |

Der Masaryk-Grand-Prix am 26. September 1937 wurde erneut auf dem rund 29 km langen Masaryk-Ring bei Brünn ausgetragen. Bei einem schweren Unfall kam Hermann Lang von der Strecke ab, zwei Zuschauer kamen ums Leben. Zunächst führte Rosemeyer, musste aber nach einem Bremsdefekt ausscheiden. Er übernahm Müllers Wagen, erreichte aber nur mehr den dritten Platz. Der Sieg ging an Rudolf Caracciola.

#### Großer Preis von Donington
| Platz | Fahrer                  | Team          | Zeit         |
| ----- | ----------------------- | ------------- | ------------ |
| 1     | Bernd Rosemeyer         | Auto Union    | 3:01.02,5 h  |
| 2     | Manfred von Brauchitsch | Mercedes-Benz | + 37,5 s     |
| 3     | Rudolf Caracciola       | Mercedes-Benz | + 1.16,3 min |

Der Große Preis von Donington am 2. Oktober 1937 war das erste größere internationale Rennen in Großbritannien, die britischen Fahrer und Teams waren bislang weitgehend unter sich geblieben. Die englischen Wagen – vorwiegend ERAs – konnten ebenso wenig mit den deutschen Fahrzeugen mithalten wie die anderen Teams während der ganzen Saison, und so ging der Sieg an Bernd Rosemeyer. Es war sein letzter Triumph, knapp vier Monate später kam er ums Leben.

## Fahrerwertung
|    | Fahrer                     | Wagen                   | BEL | DEU | MON | SUI | ITA | Punkte |
| -- | -------------------------- | ----------------------- | --- | --- | --- | --- | --- | ------ |
| 1  | Rudolf Caracciola          | Mercedes-Benz           |     | 1   | 2   | 1   | 1   | 13     |
| 2  | Manfred von Brauchitsch    | Mercedes-Benz           | Ret | 2   | 1   | 3   | Ret | 15     |
| 3  | Hermann Lang               | Mercedes-Benz           | 3   | 7   |     | 2   | 2   | 19     |
|    | Christian Kautz            | Mercedes-Benz           | 4   | 6   | 3   | 6   | Ret | 19     |
| 5  | Hans Stuck                 | Auto Union              | 2   | Ret | 4   | 4   | 9   | 20     |
| 6  | Raymond Sommer             | Alfa Romeo              | 5   | Ret | 7   | 8   |     | 27     |
| 7  | Rudolf Hasse               | Auto Union              | 1   | 5   | Ret |     |     | 28     |
|    | Bernd Rosemeyer            | Auto Union              |     | 3   | Ret | Ret | 3   | 28     |
|    | Tazio Nuvolari             | Alfa Romeo / Auto Union |     | 4   |     | 5   | 7   | 28     |
|    | Giuseppe Farina            | Alfa Romeo              |     | Ret | 6   | Ret | Ret | 28     |
| 11 | László Hartmann            | Maserati                |     | Ret | Ret | 9   |     | 29     |
| 12 | Hans Ruesch                | Alfa Romeo              |     | 8   | 8   | Ret |     | 31     |
| 13 | Vittorio Belmondo          | Maserati                |     | 12  |     |     | 10  | 32     |
| 14 | Hermann Paul Müller        | Auto Union              | Ret | Ret |     |     | 5   | 33     |
| 15 | Richard Seaman             | Mercedes-Benz           |     | Ret |     |     | 4   | 34     |
|    | Clemente Biondetti         | Alfa Romeo              |     |     | Ret |     | Ret | 34     |
| 17 | Luigi Soffietti            | Maserati                |     | Ret | Ret |     |     | 35     |
|    | Carlo Felice Trossi        | Alfa Romeo              | Ret |     |     |     | 8   | 35     |
|    | Paul Pietsch               | Maserati                |     | Ret |     | 10  |     | 35     |
| 20 | Kenneth Evans              | Alfa Romeo              |     | 9   |     |     |     | 36     |
|    | Ernő Festetics             | Maserati                |     | 10  |     |     |     | 36     |
|    | Attilio Marinoni           | Alfa Romeo              |     | 11  |     |     |     | 36     |
|    | Giovanni Minozzi           | Maserati                |     | Ret |     | Ret |     | 36     |
|    | Goffredo Zehender          | Mercedes-Benz           |     |     | 5   |     |     | 36     |
|    | Carlo Maria Pintacuda      | Alfa Romeo              |     |     | 9   |     |     | 36     |
|    | Luigi Fagioli              | Auto Union              |     |     |     | 7   |     | 36     |
|    | Achille Varzi              | Auto Union              |     |     |     |     | 6   | 36     |
| 28 | Henri Simonet              | Alfa Romeo              |     |     |     | Ret |     | 37     |
|    | Adolfo Mandirola           | Maserati                |     |     |     | Ret |     | 37     |
| 30 | Franco Cortese             | Maserati                |     | Ret |     |     |     | 38     |
|    | Ernst von Delius           | Auto Union              |     | Ret |     |     |     | 38     |
|    | Giovanni Battista Guidotti | Alfa Romeo              |     |     |     |     | Ret | 38     |
| 33 | Francesco Severi           | Maserati                |     | Ret |     |     |     | 39     |
|    | Renato Balestrero          | Alfa Romeo              |     | Ret |     |     |     | 39     |
|    | Edoardo Teagno             | Maserati                |     | Ret |     |     |     | 39     |
|    | Antonio Brivio             | Alfa Romeo              |     |     | Ret |     |     | 39     |
|    | Max Christen               | Maserati                |     |     |     | Ret |     | 39     |
|    | Fahrer                     | Wagen                   | BEL | DEU | MON | SUI | ITA | Punkte |

| Farbe   | Bedeutung                                         | Punkte |
| ------- | ------------------------------------------------- | ------ |
| Gold    | Sieger                                            | 1      |
| Silber  | 2. Platz                                          | 2      |
| Bronze  | 3. Platz                                          | 3      |
| Grün    | mehr als 75% der Renndistanz zurückgelegt         | 4      |
| Blau    | zwischen 50% und 75% der Renndistanz zurückgelegt | 5      |
| Violett | zwischen 25% und 50% der Renndistanz zurückgelegt | 6      |
| Rot     | weniger als 25% der Renndistanz zurückgelegt      | 7      |
| Schwarz | Disqualifiziert (DQ)                              | 8      |
| Blanko  | nicht angetreten                                  | 8      |

Fett – Pole Position

Kursiv – Schnellste Rennrunde